# Селет (Пиј де Дом)
Селет (фр. Cellette) насеље је и општина у централној Француској у региону Оверња, у департману Пиј де Дом која припада префектури Риом.
По подацима из 2011. године у општини је живело 163 становника, а густина насељености је износила 14,83 становника/km². Општина се простире на површини од 10,99 km². Налази се на средњој надморској висини од 377 метара (максималној 803 m, а минималној 538 m).

## Демографија
| 1962. | 1968. | 1975. | 1982. | 1990. | 1999. | 2011. |
| ----- | ----- | ----- | ----- | ----- | ----- | ----- |
| 176   | 201   | 181   | 159   | 147   | 143   | 163   |

График промене броја становника у току последњих година